# Pedicularis batangensis
Pedicularis batangensis là loài thực vật có hoa thuộc họ Cỏ chổi. Loài này được Bureau & Franch. mô tả khoa học đầu tiên năm 1891.